# Чели, Адольфо
Адо́льфо Че́ли (итал. Adolfo Celi; 27 июля 1922, Мессина, Сицилия — 19 февраля 1986, Сиена, Тоскана) — итальянский актёр театра, кино и телевидения, режиссёр и сценарист.

## Биография
Окончил Национальную академию драматического искусства Сильвио Д’Амико. Стал сниматься в кино в послевоенной Италии. Позже эмигрировал в Бразилию, где стал соучредителем театра бразильской комедии (Teatro Brasileiro de Comédia) в Сан-Паулу вместе с театральными деятелями Пауло Аутраном и Тонией Карреро. Добился успеха, как театральный актёр в Аргентине и Бразилии. В 1950-х годах выступил режиссёром и снял три фильма в Южной Америке.
Амплуа — отрицательный герой, международный злодей. Стал широко известен после роли врага Джеймса Бонда Эмилио Ларго в фильме Шаровая молния (1965).
За свою карьеру снялся в более, чем в 100 фильмах и телесериалах.
Помимо родного итальянского, свободно говорил на нескольких языках, включая английский, испанский, французский, немецкий и португальский. Несмотря на хорошее знание английского языка, его сильный сицилийский акцент означал, что его обычно дублировали, когда актёр появлялся в англоязычных фильмах.
Был трижды женат. Умер от сердечного приступа в Сиене в 1986 году.

## Избранная фильмография
- 1946 — Американец в отпуске — Том
- 1946 — Рождество в лагере 119 — Джон
- 1946 — Красть запрещено — Дон Пьетро
- 1950 — Caiçara (режиссёр)
- 1963 — Человек из Рио — сеньор Марио Де Кастро
- 1964 — Прекрасным летним утром — Ван Вилли, американский миллионер
- 1964 — Три ночи любви
- 1965 — Агония и экстаз — кардинал Джованни де Медичи (папа Лев X)
- 1965 — Слалом — Рикардо
- 1965 — Шаровая молния — Эмилио Ларго
- 1965 — Поезд фон Райена — Батталья, комендант лагеря
- 1965 — Компаньон
- 1966 — Большой приз — Агостини Манетта
- 1966 — Эль Греко — дон Мигель де лас Куэвас
- 1966 — Король червей — полковник Александр Макбибенбрук
- 1966 — Приятные ночи — Бернадоццо
- 1966 — Тайна жёлтых монахов, или Как убить даму?
- 1966 — Янки — Гранд Кончо
- 1967 — OK Коннери — мистер Тай / «Бета»
- 1967 — А завтра вас бросит в адское пекло — Люк Роллман
- 1967 — Горшок мёда — инспектор Рицци
- 1967 — Женщина, секс и супермен — Карл Мария ван Бетховен
- 1967 — Любой ценой — Марк Милфорд
- 1968 — Дьяволик — Ральф Вальмонт
- 1968 — Смертный приговор —  монах Болдуин
- 1969 — Алиби —  Адольфо
- 1969 — Архангел — Марко Таррочи Рода
- 1969 — Бег Мидаса — генерал Ферранти
- 1969 — В поисках Грегори — Макс
- 1969 — Детектив — Адвокат Фонтана
- 1969 — Клетка для сумасшедших
- 1969 — Я, Эммануэль Сандро
- 1969 — Блондин — приманка для убийцы — Ферретти, он же Макс Шпиглер, «профессор»
- 1969 — Полицейский — начальник полиции
- 1970 — Бранкалеоне в крестовых походах — король Боэмунд
- 1970 — Фрагмент страха — синьор Бардони
- 1971 — Они меняют облик — Джованни Носферату
- 1971 — Убийства на улице Морг — инспектор Видок
- 1972 — Брат Солнце, сестра Луна — консул
- 1972 — Кто видел её смерть? — Серафиан
- 1972 — Глаз в лабиринте — Франк
- 1972 — Джо Петрозино — Джо Петрозино
- 1972 — Нагая девушка убита в парке — инспектор полиции Хубер
- 1972 — Охота на человека — Дон Вито Трессольди
- 1973 — Гитлер: Последние десять дней — генерал Кребс
- 1974 — Десять негритят — Андре Сальве, генерал
- 1974 — Мои друзья — Сассароли, доктор
- 1974 — Улыбка великого искусителя —  отец Боррелли
- 1974 — Фантом свободы — Доктор Пазолини
- 1975 — Горький случай баронессы Ди Карини — Дон Мариано Д’Агро
- 1975 — Либера, любовь моя — Феличе Валенте, отец Либеры
- 1976 — Вооруженная рука Генуи —  Ло Галло, комиссар полиции
- 1976 — Дамы и господа, спокойной ночи — Владимиро
- 1976 — Живи как полицейский, умри как мужчина — шеф специального полицейского корпуса, комиссар полиции
- 1976 — Как роза у носа — доктор Лапало, участник конгресса экологов
- 1976 — Следующий — Эль Шариф
- 1976 — Суперплут — Рифаи
- 1977 — Пассажиры — Боэтани
- 1977 — Хлеб, масло и варенье — Аристид Бертелли
- 1977 — Холокост 2000 — доктор Керуак
- 1978 — Превосходное преступление — Герольд Бойд
- 1980 — Кафе экспрессо —  Министеро, старший инспектор
- 1980 — Похитители автомобилей — начальник полиции Палермо
- 1980 — Безумно влюблённый — Густав, отец Кристины
- 1981 — Борджиа — папа Александр VI (ТВ сериал)
- 1982 — Монсеньор — Кардинал Винчи
- 1982 — Мужчины-проказники — профессор Сассароли
- 1984 — Золушка 80 (ТВ сериал) — Князь Герардески
- 1985-1987 — Международный аэропорт (ТВ сериал)

В 1951 году фильм Адольфо Чели «Мошенник» был участником Каннского кинофестиваля. В следующем году его фильм «Tico-Tico no Fubá» участвовал в конкурсной программе Каннского кинофестиваля 1952 г..